# Karel Svolinský
Karel Svolinský (* 11. Januar 1896 in Heiligenberg bei Olmütz, Mähren; † 16. September 1986 in Prag) war ein tschechischer Maler, Graphiker und Buchillustrator.

## Leben
Svolinský studierte an der Hochschule für Kunsthandwerk in Prag bei Max Švabinský. Später lehrte er als Professor an der Hochschule. Er war mit der Bildhauerin Marie, geb. Veselá (* 1903), einer Tochter des Generals František Veselý (1864–1953) verheiratet.
Bekanntheit erlangte er in den 1920er Jahren durch Illustrationen zu Karel Hynek Máchas Poem „Máj“.
Zum umfangreichen Werk des Künstlers, das durch einen folkloristischen und lebenfrohen Stil geprägt ist, gehören etwa 150 Exlibris, 400 Neujahrskarten sowie 210 Entwürfe zu Briefmarken, von denen 83 ausgegeben wurden. Als Graphiker war er an den Nachtragsbänden des Ottův slovník naučný beteiligt. Nach Svolinský Entwürfen erfolgte zwischen 1947 und 1955 die nicht unumstrittene Neugestaltung der astronomischen Uhr des Olmützer Rathauses, zu der seine Frau Marie Svolinská die Marionettenfiguren schuf. Weiterhin gestaltete Svolinský ein Fenster des Prager Veitsdomes und schuf Entwürfe zu tschechoslowakischen Banknoten.
1981 wurde Svolinský mit der Medaille des tschechoslowakischen Transport- und Postministeriums geehrt.
1992 eröffnete in der Grundschule von Kunčice pod Ondřejníkem die „Galerie Karel Svolinský“. Anlässlich seines 100. Geburtstages erschien in Tschechien 1996 eine 200-Kronen-Sondermünze.